# Dunkerque HGL
Dunkerque Handball Grand Littoral (Dunkerque HGL) är en fransk handbollsklubb från Dunkerque i departementet Nord, bildad den 3 september 1958 som Union sportive de Dunkerque (US Dunkerque, USDK). 2003 bytte klubben till sitt nuvarande namn.
Sedan 1985 har Dunkerque HGL spelat i LNH Division 1 (högsta herrdivisionen) med undantag för två säsonger (1990/1991 och 1993(1994). Säsongen 2013/2014 blev laget franska mästare för första, och hittills enda, gången.
Klubbens damlag blev franska mästare 1982 men har inte tillhört eliten sedan 1986.

## Meriter
Herrlaget
- Franska mästare 2014
- Franska cupmästare 2011
- Franska ligacupmästare 2013

Damlaget
- Franska mästare 1982

## Spelare i urval
- Patrick Cazal (2005–2008)
- Sébastien Bosquet (1999–2003, 2005–2013)
- Philippe Debureau (1981–1984, 1986–1993)
- Vincent Gérard (2010–2015)
- Guillaume Joli (2012–2014, 2016–2019)